# Bobby Bowden Field at Doak Campbell Stadium
 (septembre 2024).
Le Bobby Bowden Field at Doak Campbell Stadium est un stade de football américain de 82 300 places situé sur le campus de l'Université d'État de Floride à Tallahassee (Floride). L'équipe de football américain universitaire des Seminoles de Florida State évolue dans cette enceinte inaugurée le 7 octobre 1950. Ce stade est la propriété de l'Université d'État de Floride.
Inaugurée en 1950 sous le nom de Doak Campbell Stadium, l'enceinte offrait alors 15 000 places. Treize modifications de la capacité ont lieu entre 1954 et 2003 pour la porter à 40 500 en 1964, 60 519 en 1985 puis 82 300 depuis 2003. Cette capacité fut toutefois dépassée à plusieurs reprises depuis 2002. La moyenne des matches disputés à domicile par les Seminoles en 2003 s'établit ainsi à 83 149 spectateurs, 82 841 en 2004, et 82 724 en 2005.
Entraîneur des Seminoles depuis 1976, Bobby Bowden a donné son nom au terrain.